# Morgiana
Pour plus de détails, voir Fiche technique et Distribution.
Morgiana est un film tchécoslovaque réalisé par Juraj Herz, sorti en salle le 1er septembre 1972 en Tchécoslovaquie.

## Synopsis
La lecture d'un testament : un homme lègue toute sa fortune à sa fille Klára, au détriment de son autre fille Viktoria. Viktoria tient un établissement nommé « la Flûte verte », et voit sa sœur attirer les hommes, contrairement à elle. Vitoria décide alors de tuer Klára, en se procurant un poison indécelable qui la rendra malade et la tuera au bout de quelques semaines. Après avoir versé le poison dans le verre de sa sœur, déçue de ne pas voir de résultats immédiats, Viktoria en donne à un chien de sa maison. Mais son chat siamois Morgiana a peut-être bu à sa place. Pendant ce temps, Klára tombe malade et commence à avoir des hallucinations.

## Fiche technique
- Titre : Morgiana
- Titre original : Morgiana
- Réalisation : Juraj Herz
- Scénario : Vladimír Bor et Juraj Herz, d'après le roman Jessie et Morgiana d'Alexandre Grine
- Photographie : Jaroslav Kučera
- Musique : Luboš Fišer
- Langue : tchèque
- Format : 99 minutes / 106 minutes - Couleur - 35 mm
- Genre : Drame
- Date de sortie : 1972

## Distribution
- Iva Janžurová : Klára / Viktorie
- Josef Abrhám : Marek
- Nina Divíšková : Otylie
- Petr Čepek : Glenar
- Josef Somr
- Jiří Kodet : Bessant
- Jiří Lír : Jirí Lír
- Ivan Palúch : Karel
- Zuzana Fišárková : Mercedes
- Marie Drahokoupilová : Alzbeta
- Jana Sedlmajerová : Eva
- Karel Augusta : Dr. Mayer